# Ksar d'Aït-Ben-Haddou
Aït-Ben-Haddou (amazic estàndard marroquí: ⴰⵢⵜ ⴱⴻⵏⵃⴰⴷⴷⵓ, Ayt Benḥaddu; àrab: آيت بن حدّو, Āyt ibn Ḥaddū) és un ksar (ciutat fortificada) situat en un turó a la riba del riu Ounila, a l'antic camí de les caravanes entre el Sàhara i Marràqueix, a la regió de Souss-Massa-Draâ, a la província d'Ouarzazate, al Marroc. Fou declarat Patrimoni de la Humanitat per la UNESCO l'any 1987. La majoria dels seus habitants actualment viuen al poble nou construït a l'altra riba del riu.

## Història

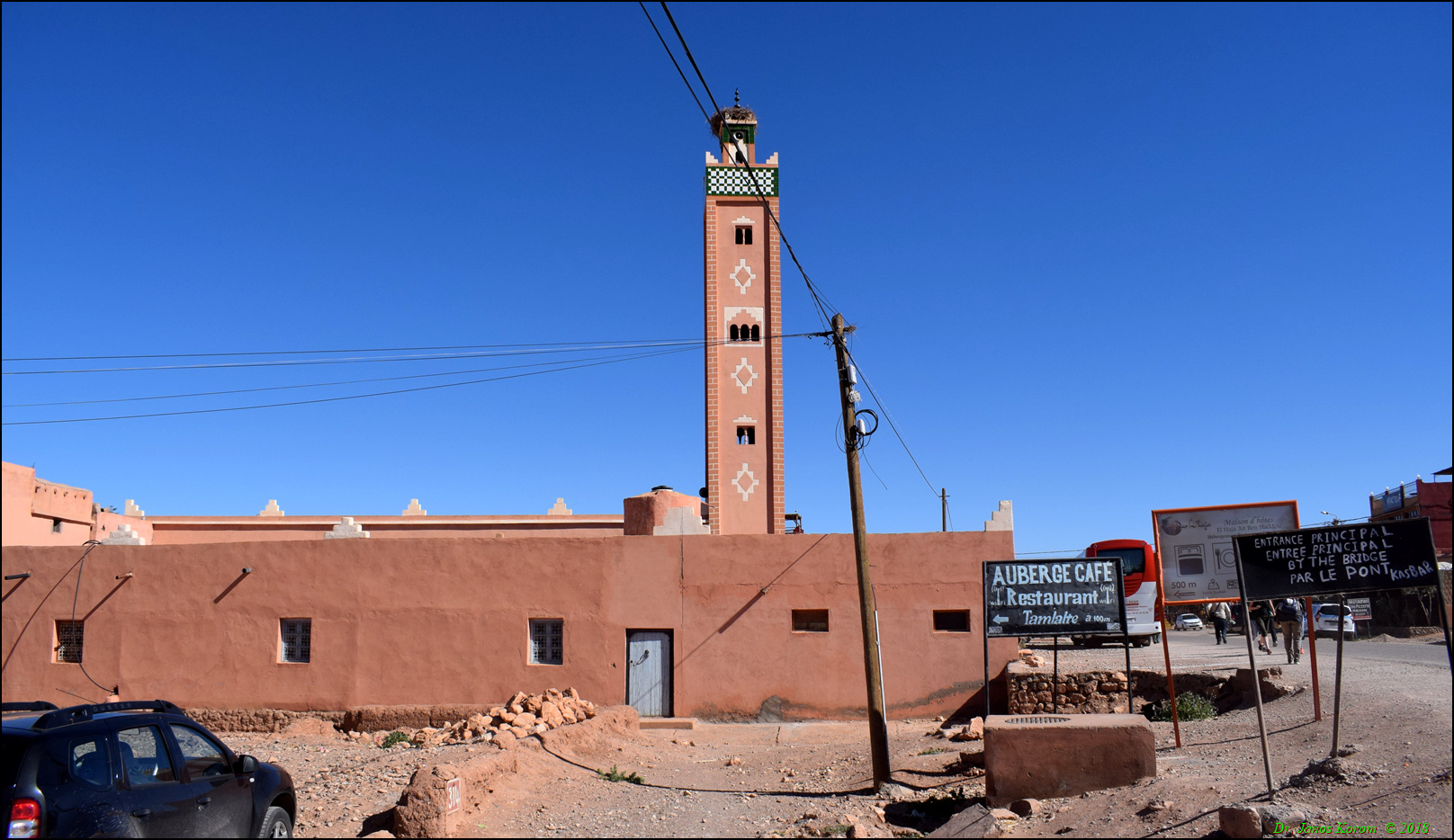
Mesquita al poble modern on viuen la majoria dels residents, a l'altra banda de la vall de l'antic ksar

El lloc del ksar ha estat fortificat des del segle XI durant el període almoràvit. Es creu que cap dels edificis actuals data d'abans del segle xvii, però probablement es van construir amb els mateixos mètodes i dissenys de construcció que s'havien utilitzat durant segles anteriors. La importància estratègica del jaciment es devia a la seva ubicació a la vall d'Ounila, al llarg d'una de les principals rutes comercials transaharianes. El coll de Tizi n'Tichka, al qual s'arribava per aquesta ruta, era una de les poques rutes a través de les muntanyes de l'Atles, creuant entre Marràqueix i la vall del Dra'a, a la vora del Sàhara. Altres alcassabes i alcassours es trobaven al llarg d'aquesta ruta, com ara la propera Tamdaght, al nord.
Avui dia, el ksar en si només està habitat escassament per unes quantes famílies. La despoblació al llarg del temps és el resultat de la pèrdua d'importància estratègica de la vall al segle XX. La majoria dels habitants locals viuen ara en habitatges moderns al poble de l'altra banda del riu i es dediquen a l'agricultura i, sobretot, al turisme. El 2011 es va completar un nou pont per a vianants que uneix l'antic alcàsser amb el poble modern, amb l'objectiu de fer l’alcàsser més accessible i, potencialment, animar els habitants a tornar a les seves cases històriques.
El lloc va ser danyat pel terratrèmol del setembre de 2023 que va afectar el sud del Marroc. Una primera avaluació dels danys va informar d'esquerdes i col·lapses parcials, amb risc de més col·lapses.
El ksar d'Aït-Ben-Haddou és un exemple destacat d'aquests tipus de construccions fetes, bàsicament, de terra i fusta, que es remunten al segle xvii a les valls del Draa, del Todgha, del Dadès i del Souss.

## Descripció

### Disseny del lloc

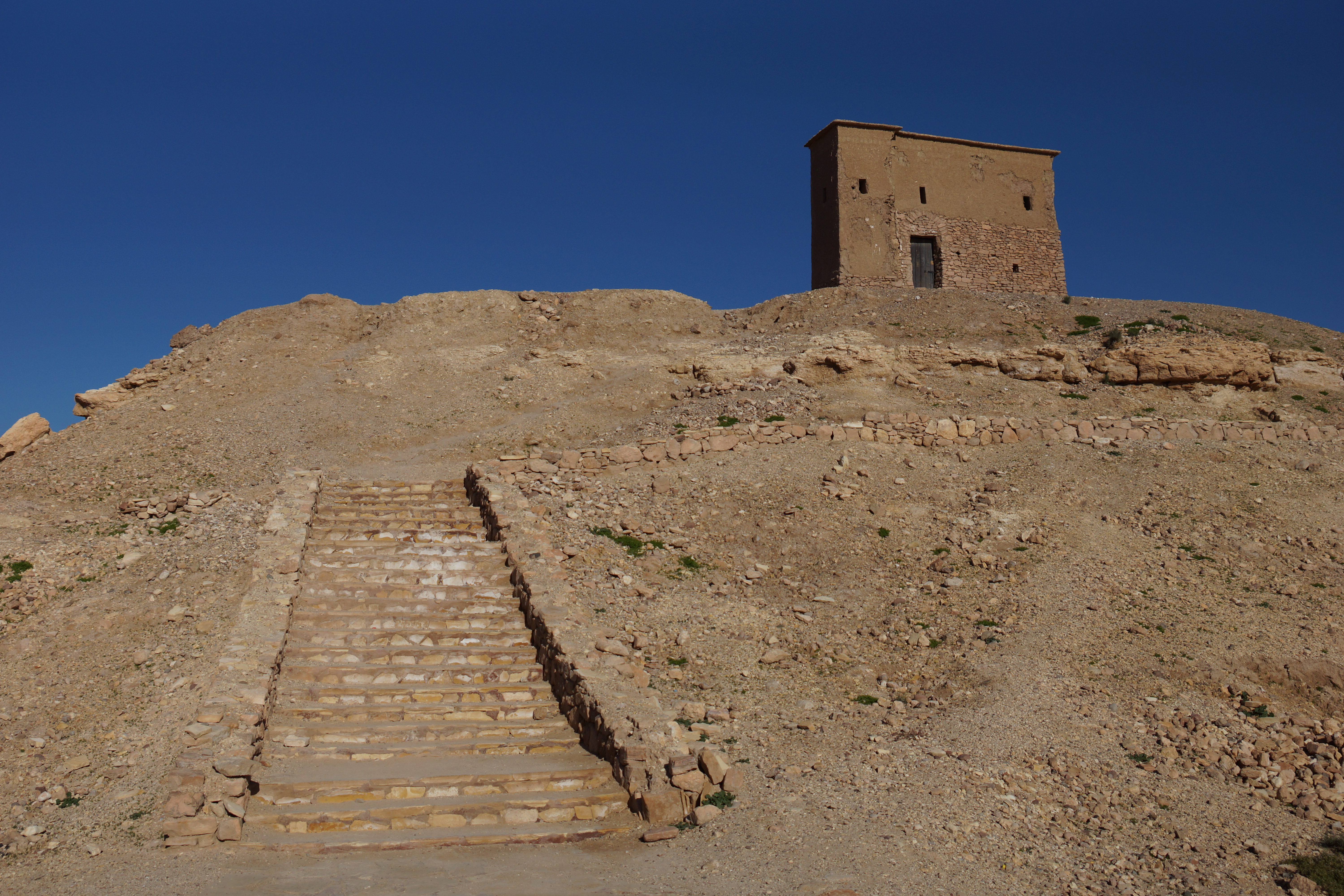
L’Agadir (graner) al cim del turó

L’alcàsser es troba als vessants d'un turó al costat del riu Ounila (Asif Ounila). Els edificis del poble estan agrupats dins d'una muralla defensiva que inclou torres angulars i una porta. Inclouen habitatges de diverses mides, des de cases modestes fins a estructures altes amb torres. Alguns dels edificis estan decorats a la part superior amb motius geomètrics. El poble també té diversos edificis públics o comunitaris, com ara una mesquita, un caravanserrall, múltiples kasbahs (fortificació semblant a un castell) i el marabut de Sidi Ali o Amer. Al cim del turó, amb vistes al ksar, hi ha les restes d'un gran graner fortificat (Agadir).  També hi ha una plaça pública, un cementiri musulmà i un cementiri jueu. Fora de les muralles del ksar hi havia una zona on es cultivava i es batia el gra.

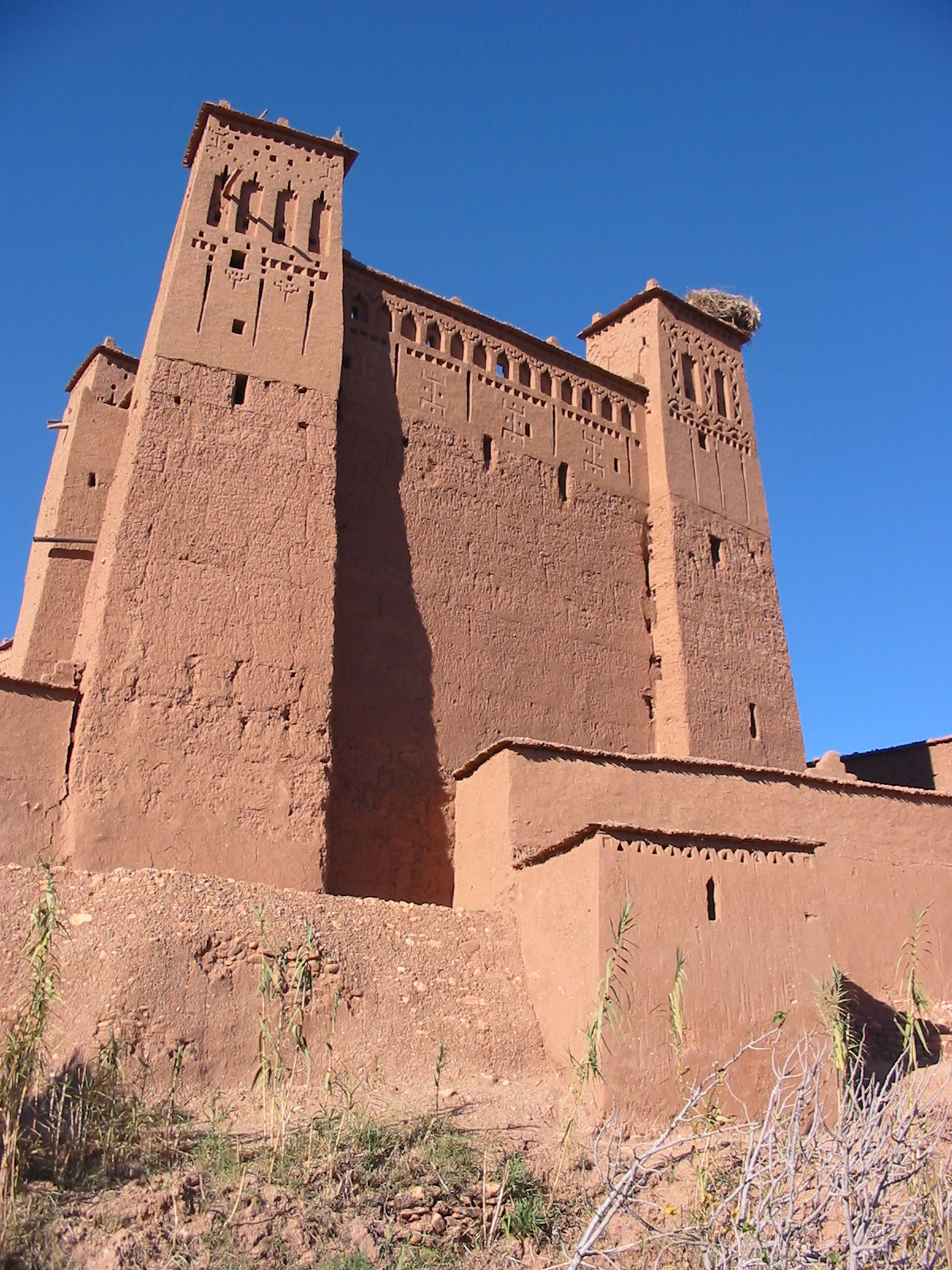
Una kasbah (habitatge fortificat) a la part baixa del poble

### Materials de construcció
Les estructures del ksar estan fetes completament de terra picada, tova, maons d'argila i fusta. La terra pisada (també coneguda com a pisé, tabia o al-luh) era un material molt pràctic i econòmic, però requeria un manteniment constant. Estava fet de terra comprimida i fang, generalment barrejat amb altres materials per afavorir l'adherència. Les estructures d'Ait Benhaddou i d'altres kasbahs i alcaussos d'aquesta regió del Marroc utilitzaven normalment una barreja de terra i palla, que era relativament permeable i fàcilment erosionada per la pluja amb el pas del temps. Com a resultat, els pobles d'aquest tipus poden començar a ensorrar-se només unes dècades després de ser abandonats. A Ait Benhaddou, les estructures més altes es van fer de terra piconada fins al primer pis, mentre que els pisos superiors es van fer de tova més lleugera per tal de reduir la càrrega de les parets.

## Preservació

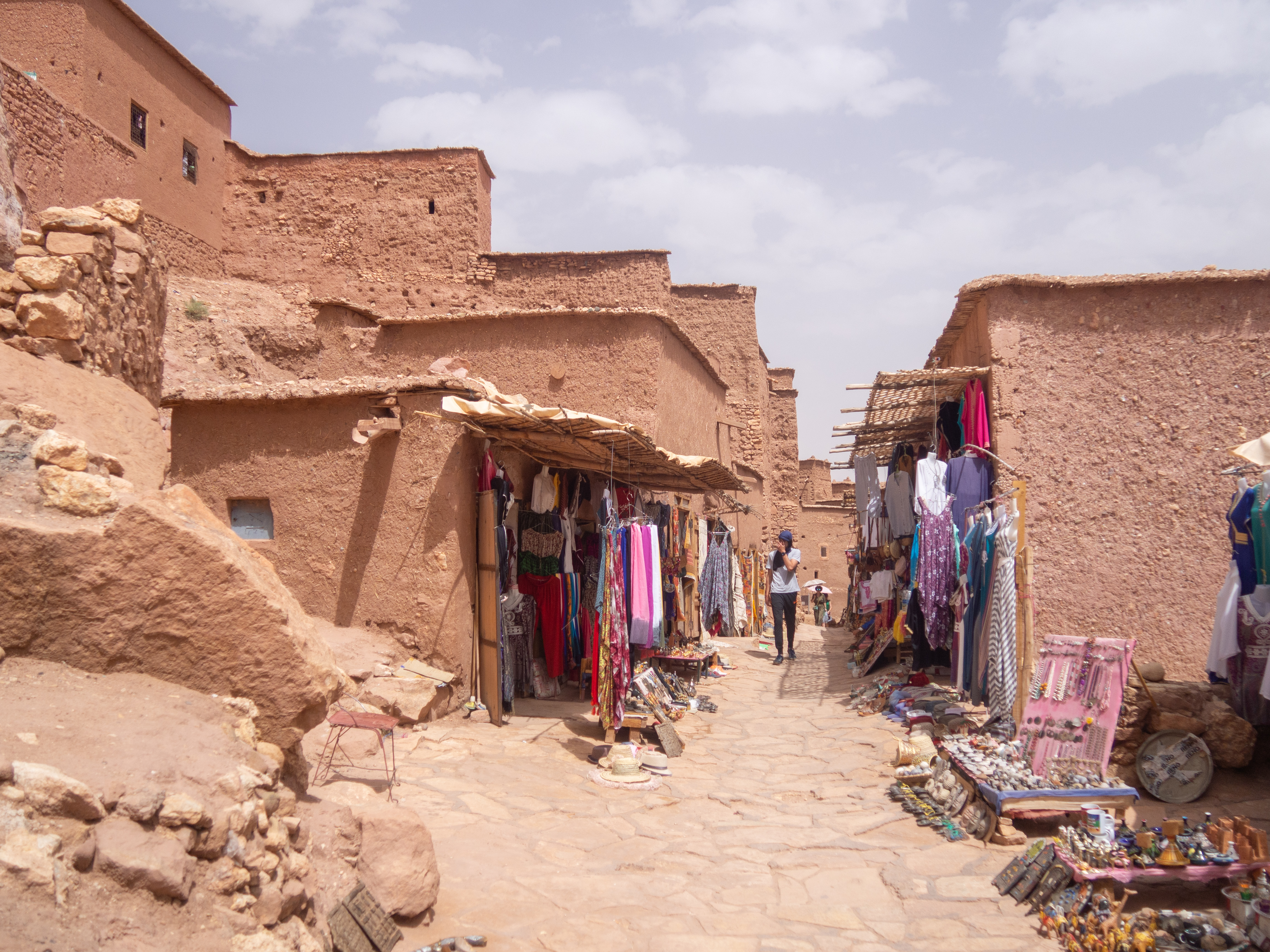
Parades de carrer dins del poble antic

El ksar ha estat restaurat significativament en l'època moderna, en part gràcies al seu ús com a lloc de rodatge de Hollywood i a la seva inscripció a la llista del Patrimoni Mundial de la UNESCO el 1987. La UNESCO informa que el ksar ha preservat la seva autenticitat arquitectònica pel que fa a la configuració i els materials continuant utilitzant materials i tècniques de construcció tradicionals i evitant en gran manera les noves construccions de formigó. Un comitè local s'encarrega de supervisar i gestionar el lloc.

## Pel·lícules rodades a Aït Benhaddou
El conjunt arquitectònic del ksar, reforçat per la bellesa del paisatge que l'envolta, ha afavorit que s'hi hagin rodat moltes pel·lícules, entre les quals hi ha títols destacats:
- Lawrence d'Aràbia (1962), dirigida per David Lean.
- Sodom and Gomorrah (1963), dirigida per Robert Aldrich, amb Stewart Granger.
- L'home que volia ser rei (1975), dirigida per John Huston, amb Sean Connery i Michael Caine.
- Mohammad, Messenger of God (1976), dirigida per Moustapha Akkad, amb Anthony Quinn i Irene Papas.
- Jesús de Natzaret (1977), minisèrie de TV, dirigida per Franco Zeffirelli.
- Time Bandits (1981), dirigida per Terry Gilliam, amb Sean Connery.
- Marco Polo (1982), minisèrie de TV.
- La joia del Nil (1985), dirigida per Lewis Teague, amb Michael Douglas Kathleen Turner i Danny DeVito.
- 007: Alta tensió (The Living Daylights) (1987), dirigida per John Glen, amb Timothy Dalton i Maryam d'Abo.
- L'última temptació de Crist (1988), dirigida per Martin Scorsese.
- El cel protector (1990), dirigida per Bernardo Bertolucci, amb Debra Winger, Kit Moresby i John Malkovich.
- Kundun (1997), dirigida per Martin Scorsese.
- The Mummy (1999), dirigida per Stephen Sommers, amb Brendan Fraser i Rachel Weisz.
- Gladiator (2000), dirigida per Ridley Scott, amb Russell Crowe.
- Alexander (2004), dirigida per Oliver Stone, amb Colin Farrell.
- El regne del cel (2005), dirigida per Ridley Scott, amb Orlando Bloom, Eva Green i Jeremy Irons.
- Prince of Persia (2010), dirigida per Mike Newell.

Alguns dels elements arquitectònics visibles no són originaris, sinó construïts per les produccions cinematogràfiques que s'hi han fet, o restes de les edificacions que s'hi van fer. Arran de la declaració de Patrimoni de la Humanitat de la UNESCO, s'ha desenvolupat tot un pla de protecció i manteniment de les estructures i construccions tradicionals amb fang i fusta.
Aït Benhaddou també va aparèixer en parts de la sèrie de televisió Joc de Trons, la sèrie de televisió brasilera O Clone, The Amazing Race Australia 6 i Outer Banks.